# Les Corigis de Drummondville
 (février 2020).
Les Corigis de Drummondville Enr. était une troupe de théâtre pour enfants, qui a été fondée le 2 septembre 1969, par Richard Alarie. 
C'est à la suite d'une demande du directeur artistique d'alors, du Centre culturel de Drummondville, Hector Ledoux, que Richard Alarie a accepté de se lancer dans ce projet. La naissance de cette troupe s'inscrivait dans un cadre ou les administrateurs de ce nouvel auditorium souhaitaient qu'il soit largement utilisé.

## Histoire
« Dès sa fondation, le groupe ne manque pas d'audace. Si son fonctionnement s'assimile à celui des groupes d'amateurs, il innove par sa détermination de produire pour les jeunes. En cela, il rejoint les préoccupations des professionnels », écrivit Hélène Beauchamp, dans son livre Le théâtre pour enfants au Québec, 1950-1980. Effectivement, les comédiens étaient recrutés parmi des étudiants de niveau collégial, ainsi qu'auprès des jeunes travailleurs. Parmi les principaux critères d'embauche, il fallait une bonne dose de motivation, consacrer tout le temps et l'énergie nécessaires et croire à l'importance du théâtre pour enfants. L'horaire chargé des répétitions en témoignait : trois soirs de répétitions par semaine, pendant trois mois. Deux semaines avant le spectacle, le rythme s'intensifiait, à raison de 14 jours, incluant les samedis et les dimanches. Richard Alarie, lui-même jeune travailleur, a dû bientôt quitter son emploi, afin de se consacrer à plein temps au fonctionnement de la troupe, puisque outre d'en être le directeur-fondateur, il en assumait les fonctions d'auteur des textes, comédien, metteur en scène et à compter de la deuxième année, producteur des pièces. Au début, c'était presque une affaire de famille, car la troupe était composée du directeur, de son frère et de sa sœur, ainsi que de sa cousine. D'autres comédiens se joignirent graduellement à la troupe, selon les besoins, pour remplir les rôles des autres nombreux personnages.

## Première saison
Le 14 décembre 1969, quelque 550 spectateurs se présentèrent aux guichets du Centre culturel de Drummondville, pour assister à la première de Voyage sur la planète Mars. « La première des Corigis en fit voir de toutes les couleurs... ils n'ont pas manqué de faire rire tous les jeunes à gorge déployée » avait écrit le journal local, La Parole, dans un article consacré à la troupe. Le directeur artistique du Centre Culturel, demanda donc à Richard Alarie de monter une deuxième pièce de théâtre. Ainsi, c'est devant maintenant quelque 650 enfants que la troupe se produisit. « C'est la seconde représentation de pièces enfantines par les Corigis et c'est un second succès », mentionna le journal La Parole, dans une vignette sous la photo de la troupe. La revue En coulisse, pour sa part, consacra sa une, à la troupe, avec une photo de l'équipe de comédiens. La troupe a donc répondu par une troisième production : Les Corigis en vacances. À cette occasion, deux enfants, une fille et un garçon, âgés respectivement de 10 et 11 ans, se joignirent à l'équipe, en tant que jeunes comédiens. La troupe fut sollicitée pour entamer une tournée dans certains parcs municipaux de Drummondville, pour présenter à nouveau Voyage sur la planète Mars, sur une scène mobile . La jeune troupe se vit également recrutée par le Camping provincial du Parc des Voltigeurs, pour un théâtre d'été, pour enfants, les samedis après-midi, sur une scène érigée en plein air. Les Corigis s'adressaient à un large public, variant de 3-4 ans et même jusqu'à 12 ou 13 ans. Les plus jeunes étaient fascinés par les marionnettes parlantes, grâce à une bouche articulée et qui pouvaient également saisir des objets, grâce à l'autre main du marionnettiste. Les intermédiaires étaient rejoints par les nombreux calembours, alors que les plus vieux appréciaient les aventures et les intrigues.

## Deuxième saison
Des commanditaires se mirent à contribution, pour des tirages de prix, tel des radios portatives ou des bicyclettes. La troupe entreprit alors sa deuxième saison. Ce furent plus de 1700 enfants qui se présentèrent au Centre culturel, pour assister à la pièce Cocasse et Coquerelle au cirque. Comme l'auditorium contenait 736 sièges, près de 1 000 enfants ne trouvèrent pas de place. Devant cette affluence inattendue, les autorités du Centre culturel demandèrent l'aide de la police municipale, afin de contrôler tout le trafic automobile et piétonnier. « Un triomphe, Les Corigis font salle comble », titra le journal local. Le même article précisa : « Faire du théâtre de manière professionnelle lorsqu'on est aux études ou sur le marché du travail, ce n'est pas chose facile. Cependant, les Corigis ont relevé le défi. Et ils sont fiers aujourd'hui de constater que l'immense travail accompli est couronné de succès » et il ajouta: « L'affluence provoquée par Les Corigis en présentant leur première pièce de la saison Cocasse et Coquerelle au cirque, permet d'affirmer qu'ils étaient attendus avec impatience. On peut même avancer qu'ils sont et demeureront les favoris des jeunes à l'avenir ».
Le directeur du Module socio-culturel du Service de la Récréation de la cité de Drummondville, Claude Boucher, exhorta la troupe à organiser davantage de spectacles. « Forte de tous ces succès, la troupe locale mettra à nouveau à l'affiche du Centre culturel, grâce à la collaboration du Service des loisirs de la cité de Drummondville, deux nouveaux spectacles, dans les semaines à venir ». Finalement, ce furent six autres spectacles qui ont été montés pour la saison 1970-1971, afin de répondre à la demande. Certaines de ces pièces de théâtre nécessitèrent des représentations supplémentaires, sans compter les numéros d'animation dans les nombreuses fêtes d'enfants, activités de clubs sociaux, écoles, centre d'achats, entractes de cinémas, fêtes de Noël, « Cette année, un groupe de comédiens locaux Les Corigis, animèrent l'après-midi avec de nombreux sketches et pantomimes, créant l'émerveillement des jeunes et des moins jeunes (les parents) », etc. La saison se termina par un spectacle de variété, composé de sketches, de numéros de magie et de chansons, à l'aréna du Centre Civique de Drummondville, alors que les Corigis firent salle comble, en réussissant à attirer plus de 2500 enfants.
La renommée de la troupe attira l'attention du directeur des programmes pour enfants, de Radio-Canada, André Pagé. Cependant, le projet d'émissions de télévision avec les Corigis ne se concrétisa pas, à la suite du départ de ce dernier pour un nouveau poste. C'est alors que le directeur des programmes de la station CHRD-AM 1480, Claude René, proposa à la troupe, une série radiophonique, à raison d'une émission par semaine. L'émission intitulée Le club des Corigis proposait des règles de civisme, de sécurité à bicyclette, un concours de dessins. Les enfants pouvaient également téléphoner et s'entretenir avec les personnages, alors que des chansons et des extraits de l'histoire du Petit Prince complétaient l'émission. Cette station radio AM, l'une des plus puissantes du Québec à cette époque, propulsa la renommée de la troupe bien au-delà des limites de la région de Drummondville. Aussi, lorsque la troupe entreprit sa première tournée, dans d'autres municipalités, les membres eurent l'étonnante surprise de se voir reconnaître par les enfants, même si la troupe ne s'était jamais produite en ces villes.
Par ailleurs, lors de la première saison, c'est le Centre culturel de Drummondville qui finançait les productions des Corigis, mais les budgets étaient limités. À la suite d'une suggestion de Claude Boucher, le directeur de la troupe décida de produire et de financer lui-même les spectacles. Il doubla aussitôt les budgets pour cette deuxième saison et il les doubla à nouveau pour les saisons subséquentes, ce qui permit la construction de décors plus somptueux et de costumes de confection plus élaborée et soignée. La troupe se dota de colonnes d'éclairage, alors que le système de son lui était gracieusement fourni par la discothèque mobile Sérénade Système. Cela leur était indispensable pour les spectacles présentés dans des salles non-équipées.
Des journaux régionaux commencèrent également à consacrer des articles au sujet de la troupe : « Les Corigis continuent d'épater les enfants de Drummondville... leur expérience, en matière de spectacles pour enfants leur a permis de découvrir les véritables désirs des enfants en matière de théâtre... il est donc important de se procurer des billets à l'avance », fit remarquer le quotidien régional La Tribune de Sherbrooke . Pour sa part, René Lord, du journal quotidien régional Le Nouvelliste, de Trois-Rivières, mentionna dans son Bilan culturel du cœur du Québec : « L'imagination de Richard Alarie a créé des personnages fantaisistes qui évoluent dans des lieux fascinants et qui vivent des aventures extraordinaires » , et le journal La Nouvelle de Victoriaville, pour sa part, signala : « Les Corigis nous arrivent avec un spectacle tout à fait nouveau en son genre et qui connaîtra sûrement autant de succès que les précédents ».

## Troisième saison
Les pièces L'Agent secret 000, Cocasse, Cocotte et Cendrillon ainsi que Les Corigis chez les Indiens meublèrent la troisième saison. En passant par Châteauguay et autres villes, les Corigis se produisaient aussi loin que Chicoutimi et Rimouski, soit à plus de 500 kilomètres de leur ville d'origine. Le rire trônait, dans ces pièces, mais il y avait toujours de l'espace pour promouvoir des belles valeurs, tel que l'affirma Michèle Bouvette, du club social L'Éveil féminin de la ville de Grand-Mère Inc., dans une lettre ouverte adressée au journal La Parole, de Drummondville : « Les Corigis accomplissent une tâche admirable pour répandre chez nos jeunes le goût admirable du beau, de l'art et de l'originalité ». Déjà, à cette époque, la troupe sensibilisait les jeunes à la cause environnementale : « On remarque aussi quelques allusions à la pollution, qui sera le problème lorsque ces enfants, qui formaient l'assistance de samedi atteindront l'âge adulte », précisa Marcelle St-Laurent, dans sa critique, dans le journal Le réveil au Saguenay.
Le directeur de la troupe désirait rendre le théâtre pour enfants accessible à tous les jeunes. Aussi, son rêve devint réalité, lorsque le Ministère des Affaires Culturelles du Québec, bureau Mauricie/Bois-Francs, qui suivait depuis un bon moment, par le biais des articles de journaux, l'ascension de la troupe, décida d'accorder des subventions. Les organismes de loisir des petites municipalités qui n'avaient pas les moyens financiers d'offrir des spectacles pour jeune public, voyaient ainsi, grâce aux subventions du Ministère des Affaires Culturelles, l'occasion d'inviter les Corigis à se produire chez eux. Les conditions n'étaient pas toujours propices à la présentation de pièces de théâtre. Les équipements techniques étaient souvent déficients ou carrément inexistants. Parfois, la troupe devait se limiter à jouer dans un gymnase, sans scène, dans un sous-sol d'église ou même dans un atelier quelconque.

## Quatrième saison
La troupe entreprit une quatrième saison avec des pièces aux contenus toujours aussi variés : Les Corigis sur la planète des géants, qui sera jouée 16 fois à travers le Québec et Le Grand Fakir. La reprise de la pièce Les Corigis chez les Indiens, subventionnée par le Ministère des Affaires Culturelles du Québec, fit l'objet d'une tournée dans plus d'une dizaine de villes et il en fut ainsi pour la cinquième saison. Cette pièce a été jouée 14 fois dans sa première version et 15 fois dans la deuxième. Pour les Corigis, « Diffuser le théâtre à un plus grand nombre possible d'enfants, présenter des pièces québécoises, faire rire. Voilà les objectifs de création théâtrale qui n'étaient pas courant à cette époque », mentionna Hélène Beauchamp, dans son livre sur le théâtre pour enfants .  

## Cinquième saison, et cessation des activités
Pour ce qui est de la saison 1974-1975, les pièces de théâtre Les Corigis chez les Indiens et Les Corigis sur la planète des géants et la nouvelle production Les Corigis dans une histoire de jungle, firent l'objet de tournées provinciales, dont certaines ont été subventionnées par le Ministère des Affaires culturelles du Québec, bureau Mauricie/Bois-Francs. Pour répondre à la demande toujours grandissante, le directeur de la troupe dû mettre sur pied, une deuxième troupe de théâtre pour enfants. L'une des deux troupes se consacrait uniquement aux tournées provinciales. Les troupes jouaient leurs propres pièces respectives, alternant de semaines en semaines, afin de permettre aux comédiens de faire une pause pour se reposer.   
La troupe a finalement, quand même, cessé ses activités. Quelques facteurs peuvent expliquer cette décision. À cette époque, le prix moyen d'un billet de spectacle pour adultes était environ 5 $ à 10 $, alors que le prix d'un billet pour assister à une pièce de théâtre pour enfants, oscillait entre 50 ¢ et 75 ¢, rarement 1 $. « Pourtant, une pièce de théâtre pour enfants exige des décors, des costumes, du maquillage, de la publicité, des appareils techniques, etc., tout comme une troupe pour adultes ». Les revenus ne suffisaient pas toujours à équilibrer les budgets nécessaires au bon fonctionnement financier de la troupe. Il devenait également plus difficile de trouver des comédiens qui pouvaient correspondre aux exigences de plus en plus rigoureuses des tournées. Ce n'était pas toujours facile, pour ces bénévoles, de soutenir un tel rythme, sans en ressentir des effets palpables sur leurs études ou leur travail. Il fallait aussi régulièrement repartir à zéro, lorsque des comédiens partaient à l'extérieur de la ville, pour poursuivre leurs études. Là aussi, il fallait recommencer et former une nouvelle équipe, en inculquant aux nouvelles recrues, au moins quelques rudiments de base en art dramatique, ce qui devenait astreignant pour le metteur en scène. Le tout conjugué au départ du producteur, pour occuper un poste au niveau scolaire, mit un terme à cette aventure.

## Influence
Comme les bénévoles, qui consacraient leur temps de loisirs au sein de cette troupe, étaient des amateurs, tout n'était pas toujours totalement parfait. René Lord, du journal quotidien Le Nouvelliste de Trois-Rivières, tempère, dans sa critique, au sujet de la troupe : « Les textes, qui présentent une qualité esthétique parfois discutable, n'en possèdent pas moins une valeur dramatique indéniable ». Il faut souligner que Les Corigis n'hésitaient pas à expérimenter différents genres de théâtre : le burlesque, les aventures, les intrigues, les contes, les comédies musicales et même une pièce à caractère socio-politique. Jacques Matthieu du journal régional quotidien La Tribune de Sherbrooke, fit remarquer que « Les Corigis sont considérés comme les pionniers à Drummondville dans le domaine du théâtre pour enfants. Le directeur Richard Alarie a réalisé quantité de précédents; il a ouvert la porte aux futures troupes de théâtre pour enfants à Drummondville ». Comme a pu conclure Jean-Pierre Boisvert, du journal L'Express, lors du 45e anniversaire de fondation de la troupe : « Les Corigis avaient fait les belles années du théâtre pour enfants, non seulement à Drummondville, mais également dans plusieurs villes du Québec, où ils furent applaudis par plus de 85000 spectateurs ».                         

## Pièces jouées et dates de leurs premières
1. Voyage sur la planète mars : 14 décembre 1969 + tournée et théâtre d'été, pour enfants
2. Cocasse et Cocotte à l'école : 1er mars 1970
3. Dracula et les Corigis : 1er mars 1970
4. Les Corigis en vacances : 31 mai 1970
5. Cocasse la tête vide : 31 mai 1970
6. Cocasse et Coquerelle au cirque : 25 octobre 1970 (1 200 enfants)
7. Les adieux de Coco : 5 décembre 1970
8. Le bal des Corigis : 9 décembre 1970 + tournée
9. Une folle leçon de judo : 31 janvier 1971
10. La momie Inca-Pable : 14 février 1971
11. Les Corigis à l'aréna : 15 mai 1971 (2500 enfants)
12. Sacré vieillesse, folle jeunesse : 22 mai 1971 (pièce de théâtre pour adultes, jouée par «Les Incorrigibles»)
13. Le Club des Corigis : 3 juillet 1971 et les samedis suivants (émissions radiophoniques hebdomadaires, pour enfants)
14. L'agent secret 000 : 24 octobre 1971
15. Cocasse, Cocotte et Cendrillon : 5 décembre 1971 + tournée
16. Les Corigis chez les Indiens : 16 avril 1972 + tournée
17. Les Corigis sur la planète des géants : 3 décembre 1972 + tournée
18. Le Grand Fakir : 15 avril 1973 + tournée
19. Les Corigis dans une histoire de jungle : 14 octobre 1973 + tournée

## Quelques critiques et commentaires
- Radio-Canada (André Pagé, directeur des programmes pour enfants) : « Les personnages des Corigis sont étoffés et ils sont drôles: le moins qu'on puisse dire, c'est que l'auteur n'est pas à court d'idées ».
- La Parole (Drummondville) (article d'un critique): « Le jeu des comédiens s'avère solide. Ils méritent l'encouragement du public » [26].
- Revue En coulisse : « Le directeur des Corigis a eu l'avantage de travailler avec des comédiens professionnels de la télévision montréalaise »[27].
- Le Réveil au Saguenay (critique) : « Il y a d'excellents éléments: la participation des enfants à certaines scènes, notions de civisme, pollution » [19].
- L'Union (Victoriaville) : « C'est un merveilleux spectacle à ne pas manquer »[28]
- La Tribune (Sherbrooke) : « L'expérience de la troupe Les Corigis leur a permis de découvrir les véritables désirs des enfants en matière de théâtre pour enfants »[15].
- Le Nouvelliste (Trois-Rivières) (critique de René Lord) : « Les Corigis se sont acquis chez les enfants de Drummondville et de la région, un public unique par son enthousiasme et sa fidélité »[16].